# Nati nel 1915/Dicembre
| Questa pagina contiene informazioni ricavate automaticamente dalle voci biografiche con l'ausilio del template Bio e di un bot. L'aggiornamento è periodico e automatico e ricostruisce completamente la pagina. Se manca una persona in questa lista, sei pregato di non aggiungerla, ma accertati piuttosto che la sua voce biografica contenga il template Bio e che i dati anagrafici siano correttamente compilati. Se il template Bio manca, inseriscilo tu stesso o, in alternativa, metti l'avviso {{tmp\|Bio}} che ne segnala la mancanza. Se i dati riportati sono sbagliati, correggi direttamente la voce biografica; le modifiche saranno visibili in questa lista entro pochi giorni. Per chiarimenti vedi il progetto biografie. La lista contiene solo le 134 persone che sono citate nell'enciclopedia e per le quali è stato implementato correttamente il template Bio. Pagina aggiornata al 2 giu 2025. |

- 1º dicembre - Aldo Baldini, ammiraglio italiano († 1999)
- 1º dicembre - Johnnie Johnston, attore e cantante statunitense († 1996)
- 1º dicembre - Alfonso Vinci, alpinista, partigiano e esploratore italiano († 1992)
- 2 dicembre - Franco Andreoli, calciatore e allenatore di calcio svizzero († 2009)
- 2 dicembre - John DeVries, paroliere e illustratore statunitense († 1992)
- 2 dicembre - Charles Fawcett, attore statunitense († 2008)
- 2 dicembre - Takahito, principe Mikasa, principe giapponese († 2016)
- 2 dicembre - Marais Viljoen, politico sudafricano († 2007)
- 2 dicembre - Roberto Villa, attore e doppiatore italiano († 2002)
- 3 dicembre - Pierre Carlier, cestista svizzero
- 3 dicembre - Anatolij Alekseevič Dudorov, attore e regista sovietico († 1997)
- 3 dicembre - Toivo Kärki, compositore e musicista finlandese († 1992)
- 3 dicembre - Ernst van den Berg, hockeista su prato olandese († 1989)
- 4 dicembre - Johnny Lombardi, editore e imprenditore canadese († 2002)
- 4 dicembre - Mario Mannelli, calciatore italiano († 1999)
- 4 dicembre - Giancarlo Marinelli, cestista e allenatore di pallacanestro italiano († 1987)
- 6 dicembre - Adolfo Bogoncelli, imprenditore e dirigente sportivo italiano († 1989)
- 6 dicembre - Marino Puccini, calciatore italiano († 2000)
- 6 dicembre - Suvarte Soedarmadji, calciatore indonesiano († 1970)
- 7 dicembre - Carl Bennett, dirigente sportivo e allenatore di pallacanestro statunitense († 2013)
- 7 dicembre - Leigh Brackett, scrittrice e sceneggiatrice statunitense († 1978)
- 7 dicembre - Johnny Gee, cestista e giocatore di baseball statunitense († 1988)
- 7 dicembre - Irena Kamecka, cestista polacca († 1968)
- 7 dicembre - Joyce Redman, attrice irlandese († 2012)
- 7 dicembre - Eli Wallach, attore statunitense († 2014)
- 7 dicembre - Guido Zappa, matematico italiano († 2015)
- 8 dicembre - Danilo Belardinelli, violinista e direttore d'orchestra italiano († 1998)
- 8 dicembre - Giuseppe Bovini, archeologo italiano († 1975)
- 8 dicembre - Ernest Lehman, sceneggiatore, produttore cinematografico e regista statunitense († 2005)
- 8 dicembre - Johnny Lockett, pilota motociclistico britannico († 2004)
- 9 dicembre - William Danielsen, allenatore di calcio, dirigente sportivo e calciatore norvegese († 1989)
- 9 dicembre - Dar Hutchins, cestista statunitense († 1985)
- 9 dicembre - Manlio Sargenti, avvocato e politico italiano († 2012)
- 9 dicembre - Elisabeth Schwarzkopf, soprano tedesco († 2006)
- 10 dicembre - Bill Laughlin, cestista e allenatore di pallacanestro statunitense († 1993)
- 10 dicembre - Mario Nuzzolese, giornalista e critico cinematografico italiano († 2008)
- 10 dicembre - Giuseppe Schiavinato, mineralogista e politico italiano († 1996)
- 11 dicembre - Trygve Arnesen, calciatore norvegese († 1987)
- 11 dicembre - Heinrich Scheel, storico tedesco († 1996)
- 11 dicembre - Angelo Solbiati, calciatore italiano
- 11 dicembre - Armando Zavatta, presbitero e missionario italiano († 1976)
- 12 dicembre - Erminio Ferretto, partigiano italiano († 1945)
- 12 dicembre - Max Fishman, compositore, pianista e pedagogo moldavo († 1985)
- 12 dicembre - Fernando Font, cestista e allenatore di pallacanestro spagnolo († 2002)
- 12 dicembre - Sylvain Grysolle, ciclista su strada belga († 1985)
- 12 dicembre - Shōgo Kamo, calciatore giapponese († 1977)
- 12 dicembre - Reizō Koike, nuotatore giapponese († 1998)
- 12 dicembre - Alfredo Marini, calciatore italiano († 1999)
- 12 dicembre - Frank Sinatra, cantante e attore statunitense († 1998)
- 13 dicembre - Wilfrid Dixon, statistico statunitense († 2008)
- 13 dicembre - Curd Jürgens, attore tedesco († 1982)
- 13 dicembre - Peter Lindgren, attore svedese († 1981)
- 13 dicembre - Ross Macdonald, scrittore statunitense († 1983)
- 13 dicembre - Balthazar Johannes Vorster, politico sudafricano († 1983)
- 14 dicembre - Rəşid Behbudov, cantante lirico e attore sovietico († 1989)
- 14 dicembre - Frantz Casseus, chitarrista e compositore haitiano († 1993)
- 14 dicembre - Dan Dailey, attore, ballerino e cantante statunitense († 1978)
- 14 dicembre - Valeria De Franciscis, attrice italiana († 2014)
- 14 dicembre - José Toribio Merino, ammiraglio e politico cileno († 1996)
- 14 dicembre - Alfons Moog, calciatore tedesco († 1999)
- 14 dicembre - Gerda Neumann, attrice danese († 1947)
- 14 dicembre - Ave Ninchi, attrice e conduttrice televisiva italiana († 1997)
- 15 dicembre - Kenshiro Abbe, artista marziale giapponese († 1985)
- 15 dicembre - Saʿd ʿAbd al-ʿAzīz Āl Saʿūd, politico saudita († 1993)
- 15 dicembre - Jagaddipendra Narayan, indiano († 1970)
- 15 dicembre - Giovanni Monaco, partigiano italiano († 2007)
- 15 dicembre - Charles F. Wheeler, direttore della fotografia statunitense († 2004)
- 16 dicembre - Bill Lloyd, cestista statunitense († 1972)
- 16 dicembre - Paolo Moffa, regista, sceneggiatore e produttore cinematografico italiano († 2005)
- 16 dicembre - Georgij Vasil'evič Sviridov, compositore sovietico († 1998)
- 17 dicembre - Robert Alan Dahl, politologo statunitense († 2014)
- 17 dicembre - Giovanni Giraudi, politico italiano († 1993)
- 17 dicembre - Mario Moglia, pittore svizzero († 1986)
- 17 dicembre - Luigi Monfardini, pittore italiano († 1995)
- 17 dicembre - Ferdinando Vacchetta, politico e partigiano italiano († 1986)
- 18 dicembre - Vittorio Benelle, calciatore italiano († 2003)
- 18 dicembre - Vintilă Horia, scrittore rumeno († 1992)
- 18 dicembre - Peter Laslett, storico britannico († 2001)
- 18 dicembre - Dario Mangiarotti, schermidore e maestro di scherma italiano († 2010)
- 18 dicembre - Luigi Uneddu, calciatore e allenatore di calcio italiano († 1987)
- 18 dicembre - Bill Zuckert, attore statunitense († 1997)
- 19 dicembre - Ed Campion, cestista statunitense († 2005)
- 19 dicembre - Jacques Dupont, biblista e presbitero belga († 1998)
- 19 dicembre - Gigi Ghò, architetto e ingegnere italiano († 1998)
- 19 dicembre - Godfrey Okoye, vescovo cattolico nigeriano († 1977)
- 19 dicembre - Édith Piaf, cantautrice francese († 1963)
- 19 dicembre - Claudia Testoni, ostacolista, velocista e lunghista italiana († 1998)
- 19 dicembre - Phil Woolpert, cestista e allenatore di pallacanestro statunitense († 1987)
- 20 dicembre - Bianca Orsi, scultrice italiana († 2016)
- 21 dicembre - Oddmund Andersen, calciatore norvegese († 1999)
- 21 dicembre - Helle Busacca, poetessa e pittrice italiana († 1996)
- 21 dicembre - Samuel Devine, politico statunitense († 1997)
- 21 dicembre - Albert Dou, matematico spagnolo († 2009)
- 21 dicembre - Joe Mantell, attore statunitense († 2010)
- 21 dicembre - Werner von Trapp, cantante austriaco († 2007)
- 22 dicembre - Barbara Billingsley, attrice statunitense († 2010)
- 22 dicembre - Lodovico De Filippis, calciatore e allenatore di calcio italiano († 1985)
- 22 dicembre - José Antonio Nieves Conde, regista e sceneggiatore spagnolo († 2006)
- 22 dicembre - Raoul Vistoli, scultore, disegnatore e illustratore italiano († 1990)
- 22 dicembre - Arthur Ernest Wilder-Smith, chimico britannico († 1995)
- 23 dicembre - Emmanuel Aznar, calciatore francese († 1970)
- 23 dicembre - Jean Brooks, attrice statunitense († 1963)
- 24 dicembre - Bill Jesko, cestista e allenatore di pallacanestro statunitense († 1961)
- 24 dicembre - Luigi Maffeo, arcivescovo cattolico italiano († 1971)
- 24 dicembre - Danny Smick, cestista statunitense († 1975)
- 25 dicembre - Pete Rugolo, compositore italiano († 2011)
- 25 dicembre - Francesco Spinucci, militare italiano († 1940)
- 25 dicembre - Richard Wilson, regista cinematografico, attore e sceneggiatore statunitense († 1991)
- 25 dicembre - Louis Van De Goor, cestista belga
- 26 dicembre - Tonino Forteleoni, scultore italiano († 1996)
- 26 dicembre - Raffaele Paparella, fumettista e illustratore italiano († 2001)
- 26 dicembre - László Pottyondy, militare e aviatore ungherese († 1951)
- 26 dicembre - Michele Tedeschi, calciatore e allenatore di calcio italiano
- 27 dicembre - John Cornford, poeta britannico († 1936)
- 27 dicembre - Kirill Pavlovič Florenskij, geologo e astronomo sovietico († 1982)
- 27 dicembre - Gyula Zsengellér, calciatore e allenatore di calcio ungherese († 1999)
- 27 dicembre - Mary Kornman, attrice cinematografica statunitense († 1973)
- 27 dicembre - Giuseppe Lavaggi, giurista italiano († 2015)
- 27 dicembre - William Howell Masters, ginecologo e sessuologo statunitense († 2001)
- 27 dicembre - Vladas Zajančkauskas, militare lituano († 2013)
- 28 dicembre - Jack Milroy, attore scozzese († 2001)
- 28 dicembre - Flaminio Piccoli, politico italiano († 2000)
- 28 dicembre - Carlo Urru, vescovo cattolico italiano († 2002)
- 28 dicembre - Lev Šestakov, aviatore sovietico († 1944)
- 29 dicembre - Remo Gaibazzi, pittore italiano († 1994)
- 29 dicembre - Alberto Gomes, calciatore e allenatore di calcio portoghese († 1992)
- 29 dicembre - Charles Leonard Harness, scrittore di fantascienza statunitense († 2005)
- 29 dicembre - Carlo Mendel, partigiano italiano († 1943)
- 29 dicembre - Pio Roba, poeta e pittore italiano († 1999)
- 29 dicembre - Edgardo Sogno, diplomatico, partigiano e politico italiano († 2000)
- 29 dicembre - Jo Van Fleet, attrice statunitense († 1996)
- 30 dicembre - Arnaldo Bera, partigiano, politico e sindacalista italiano († 1999)
- 31 dicembre - Vasilīs Efraimidīs, giornalista e politico greco († 2000)
- 31 dicembre - Pia Punter, cestista italiana († 1984)